# 125a sessió del Comitè Olímpic Internacional

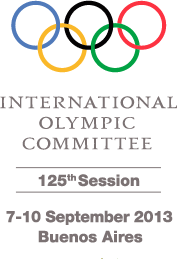
La bandera

La 125a Sessió del Comitè Olímpic Internacional va tenir lloc a l'Hotel Hilton Buenos Aires, a Buenos Aires, Argentina, del 7 al 10 de setembre de 2013.
El Comitè Olímpic Internacional es va reunir per escollir a la ciutat amfitriona dels Jocs Olímpics d'Estiu de 2020, així com escollir al successor de Jacques Rogge en el càrrec de President del COI i considerar l'addició d'un nou esport al programa olímpic de 2020.
En la 122a Sessió celebrada en 2010, Buenos Aires va ser escollida com a seu de la 125a Sessió del COI, després de presentar la seva candidatura, sent al costat de Kuala Lumpur (seu de la 128a Sessió del COI a celebrar-se en 2015) les dues ciutats candidates.

## Elecció de la seu dels Jocs Olímpics d'Estiu 2020
Els membres del COI van escollir la seu dels Jocs Olímpics de 2020 el 7 de setembre de 2013, després que el 23 de maig de 2012, el COI seleccionés les ciutats candidates finalistes:
- Istanbul, Turquia (Candidatura)
- Tòquio, Japó (Candidatura)
- Madrid, Espanya (Candidatura)

### Votació
| 125a Sessió del Comitè Olímpic Internacional 7 de setembre de 2013, Buenos Aires, Argentina |         |         |         |
| Ciutat                                                                                      | Votació | Votació | Votació |
| Tòquio (JPN)                                                                                | 42      | -       | 60      |
| Istanbul (TUR)                                                                              | 26      | 49      | 36      |
| Madrid (ESP)                                                                                | 26      | 45      | -       |

## President del COI
El COI va escollir al seu nou president el 10 de setembre de 2013. En total, sis membres del COI van presentar la seva candidatura per al càrrec.
- Thomas Bach[6][7]

El 9 de maig de 2013, Thomas Bach d'Alemanya va confirmar la seva postulació per a president del COI. Bach ha estat membre del COI des de 1991. Va competir a Mont-real 1976 on va obtenir una medalla d'or en floret per equips, representant a Alemanya Occidental.
- Ng Ser Miang[9][10]

Ng Ser Miang de Singapur va declarar públicament la seva candidatura el 16 de maig de 2013. Ng és membre del COI des de 1998 i membre de la Comissió Executiva des de 2005.
- Richard Carrión[11][12]

El 22 de maig de 2013, Richard Carrión de Puerto Rico va declarar la seva candidatura. Carrión és membre del COI des de 1990 i membre de la Comissió Executiva des del 2004. Actualment s'exerceix com a president de la Comissió de Finances del COI.
- Wu Ching-kuo[13]

El 23 de maig de 2013, Wu Ching-kuo de la Xina Taipéi va confirmar la seva postulació al càrrec. És membre del COI des de 1988 i l'actual president de l'Associació Internacional de Boxa Aficionada.
- Denis Oswald[15]

El 24 de maig de 2013, Denis Oswald de Suïssa va declarar la seva candidatura al lloc. És l'actual president de la Federació Internacional de Societats de Rem a més de ser membre del COI des de 1991.
- Serguéi Bubka[17]

El 28 de maig de 2013, Sergey Bubka d'Ucraïna va confirmar la seva candidatura. Bubka va guanyar medalla d'or en salt amb perxa a Seül 1988. És membre del COI des de 2008.

### Votació
| 125a Sessió del Comitè Olímpic Internacional 10 de setembre de 2013, Buenos Aires, Argentina |         |         |         |
| Ciutat                                                                                       | Votació | Votació | Votació |
| Thomas Bach                                                                                  | 43      | —       | 49      |
| Richard Carrión                                                                              | 23      | —       | 29      |
| Serguéi Bubka                                                                                | 8       | —       | 4       |
| Denis Oswald                                                                                 | 7       | —       | 5       |
| Ng Ser Miang                                                                                 | 6       | 56      | 6       |
| Wu Ching-kuo                                                                                 | 6       | 36      | —       |

## Addició al programa olímpic
El 12 de febrer de 2013, el COI va anunciar que la lluita seria retirada del programa esportiu a partir dels Jocs Olímpics de 2020. Per la qual cosa el Comitè considera l'addició d'un nou esport al programa olímpic dels jocs de 2020 en reemplaçament de la lluita -encara que se li ha donat l'oportunitat de tornar a aplicar-, per portar el programa fins al nombre màxim de 28 esports. Després d'una reunió de la Comissió Executiva, celebrada el 29 de maig de 2013, els esports considerats eren:
- Beisbol/Softbol
- Esquaix
- Lluita

### Votació
| 125a Sessió del Comitè Olímpic Internacional 8 de setembre de 2013, Buenos Aires, Argentina |         |         |         |
| Esport                                                                                      | Votació | Votació | Votació |
| Lluita                                                                                      | 49      |         |         |
| Beisbol/Sóftbol                                                                             | 24      |         |         |
| Esquaix                                                                                     | 22      |         |         |

Després d'aquesta votació i amb la reincorporació de la lluita com a esport olímpic seran 28 disciplines: atletisme, natació, piragüisme, ciclisme, hípica, gimnàstica, voleibol, handbol, tir amb arc, badminton, básquet, boxa, esgrima, futbol, hoquei, judo, pentatlón modern, rem, vela, tir, tennis, tennis de taula, taekwondo, triatló i halterofília (permanents), sumades a les incorporades a Riu 2016 (golf i rugbi 7).